# リヒャルト・タウバー
リヒャルト・タウバー（ドイツ語・英語: Richard Tauber, 1891年〈明治24年〉5月16日 - 1948年〈昭和23年〉1月8日）はオーストリア＝ハンガリー帝国生まれで英国に帰化したオペラ歌手（テノール）、俳優。 彼はマスコミやスポンサーから「ベルカントの王」という名を与えられた。

## 生涯

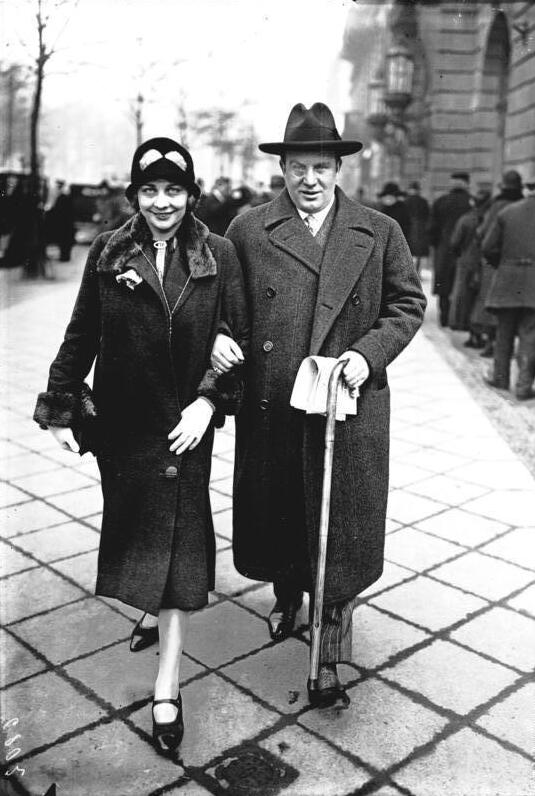
当時妻だったカルロッタ・タウバー＝ヴァンコンティと（1928年11月）

リヒャルト・タウバーは、スーブレット（快活で初々しい若い娘を演じる役柄のソプラノ歌手）であるエリーザベト・デネミー（カール・セイファースの未亡人）と、改宗したユダヤ人俳優でケムニッツのオペラ芸術監督のリヒャルト・タウバーの隠し子である。出生地はリンツのホテル・ツム・シュヴァルツェン・ベーレン（Hotel Zum schwarzen Bären）であった。洗礼台帳に記載された名はRichard Denemy。1913年（大正2年）、父親との養子縁組と改名がなされた。母親の仕事の都合で、彼はリンツで里親のもとで育ち、同地の小学校に通った。彼は生まれつきローマ・カトリックであり（リンツで洗礼を受けた）、母親はローマ・カトリック、父親は10代の頃にローマ・カトリックに改宗していた。彼自身は自分をカトリック教徒だと思っており、父方の祖父母がユダヤ人であったという理由だけで、自分が国家社会主義者によって迫害されるということに生涯納得できなかった。
1903年（明治36年）、12歳のとき、彼はヴィースバーデンの父親のもとに身を寄せ、その後5年間、同地のギムナジウムに通った。その後、1908年（明治41年）から1910年（明治43年）までフランクフルト・アム・マインのホッホ音楽院でピアノと作曲を学ぶ。その後、指揮も学んだ。1911年（明治42年）から1912年（明治43年）にかけて、彼は教師の勧めでフライブルク・イム・ブライスガウのカール・バイネスに師事し、歌の訓練を受けた。1912年5月12日、「コンコルディア」歌劇団のソリストとしてデビューを果たした。
ほぼ1年後の1913年3月2日、彼は初めてオペラで歌った。ケムニッツ劇場でモーツァルト『魔笛』タミーノでデビューしたのである。この年、父親の養子となり、正式には「デネミー＝タウバー」という名になったが、自分では「タウバー」としか名乗らなかった。1913年末、タウバーはドレスデンのオペラ座で王室御用達のオペラ歌手としての契約を得た。この契約を終えるのは1918年（大正7年）であった。
この間、タウバーはカール・マリア・フォン・ウェーバー『魔弾の射手』マックス、ヴィルヘルム・キーンツル『エヴァンゲリマン』マティアス、ジュゼッペ・ヴェルディ『椿姫』アルフレードなど、多くの曲を歌った。
1919年（大正8年）から1920年（大正9年）にかけては、タウバーはベルリン国立歌劇場と契約を結び、そこからウィーン・フォルクスオーパーに移籍し、再びベルリンに戻ってきた。1921年（大正10年）にはフランツ・レハールのオペレッタに初出演し、ザルツブルクではレハール『ジプシーの恋』を歌った。このように国外に多数出演していたため、ドレスデンでは不仲となり、タウバーはウィーンに向かった。
1922年（大正11年）から1925年（大正14年）にかけて、タウバーはモーツァルトのオペラを見事に歌いこなし、友人のフランツ・レハールは彼のオペレッタの多くでタウバー向けのテノールパートを書いた。この時期、タウバーのザルツブルク音楽祭でのレギュラー出演が始まった。1922年には、ザルツブルク音楽祭の最初のオペラ公演で、モーツァルト『ドン・ジョヴァンニ』ドン・オッターヴィオを演じた。1926年（大正15年）、タウバーは2年前に知り合ったハンブルクのスーブレット、カルロッタ・ヴァンコンティと結婚した。2年間の結婚生活の後、2人は別居し、1928年（昭和3年）に離婚した。この離婚の際、ヴァンコンティが100万マルクの慰謝料を受け取ったことが知られ、日刊紙はヴァンコンティを「外見はスーブレット、内面はクロコダイル」と呼び、大きな話題となった。

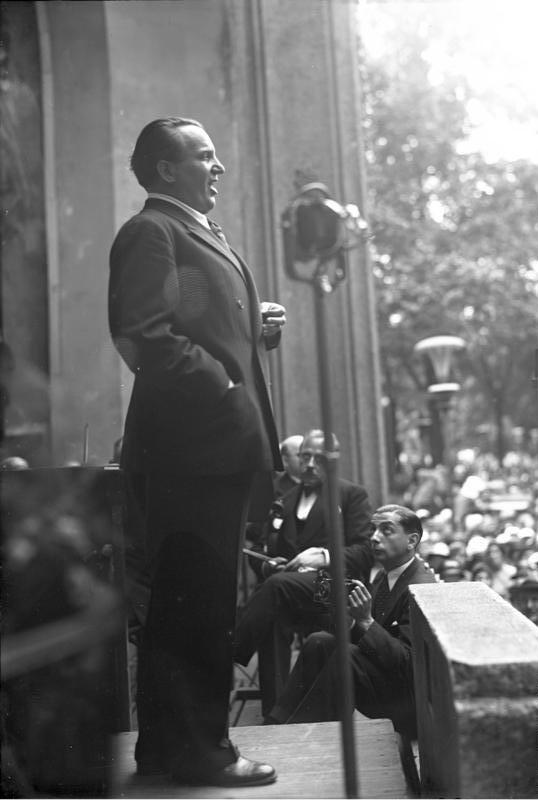
芸術家支援のためのチャリティマチネーで歌うリヒャルト・タウバー。1932年8月、ゲオルク・パール撮影。

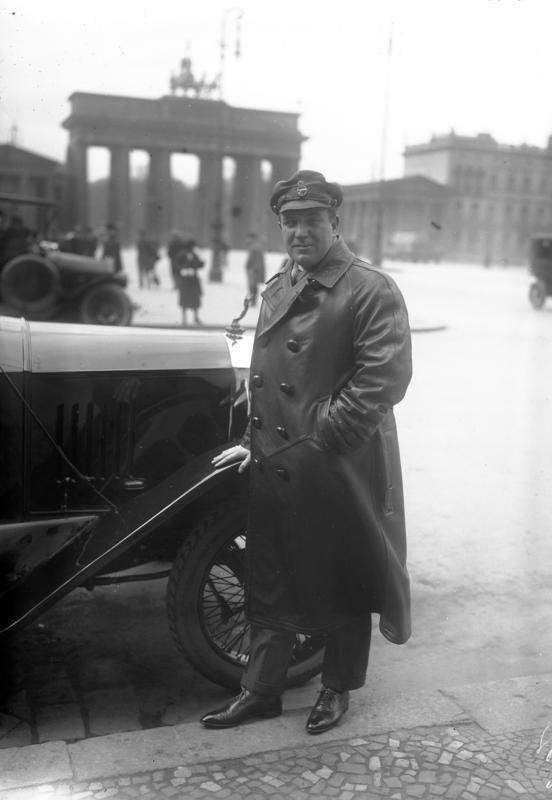
ブランデンブルク門でのリヒャルト・タウバー（1932年）

レハールのオペレッタ『微笑みの国』のアリア「Dein ist mein ganzes Herz（君こそ我が心の全て）」で、タウバーは一夜にして世界的スターとなった。驚くべきは、リウマチの発作でピエシュチャニの温泉で数週間過ごしていたため、リハーサルがほとんどできなかったということである。
離婚により困窮したタウバーは、「リヒャルト・タウバー音楽映画会社」を設立し、1931年（昭和6年）に同社と共に倒産した。1930年から31年にかけて、タウバーはロンドンとニューヨークで最初の仕事を得る。
1933年（昭和8年）、タウバーはベルリンのホテル・アドロンの前でSA（突撃隊）に「Judenlümmel, raus aus Deutschland（ユダヤ人のろくでなし、ドイツから出ていけ）」と攻撃され、殴り倒された。タウバーは本当にすぐにでもドイツから出ていきたかったが、オペレッタ『歌う夢』の制作のために滞在した。このオペレッタの中の「Du bist die Welt für mich（あなたは私にとっての世界）」を、テノールの同僚で友人のヨーゼフ・シュミットに献呈した。翌年、彼はウィーンで初演を見た。
その頃、彼はソプラノ歌手のメアリー・ロッセフと同棲していた。彼女との関係は、彼がまだカルロッタ・ヴァンコンティと結婚していたときから始まり、彼女のアルコール依存症によって悲劇的な結末を迎えた。
1935年（昭和10年）、イギリス映画『私の太陽』の撮影中にタウバーはイギリスの女優ダイアナ・ネイピアと知り合い、翌年に結婚した。しかし、この関係も長くは続かず、戦時中にすでに夫婦は別々の道を歩むことになった。1938年（昭和13年）、オーストリアがドイツに併合（アンシュルス）されると、タウバーは世界ツアーを敢行し、英国に移住した。
第二次世界大戦中、タウバーは英国にとどまり、軍隊をもてなすために多くの都市などで公演を行った。1940年（昭和15年）、彼は英国の市民権を獲得した。コベント・ガーデン王立歌劇場（ロイヤル・オペラ・ハウス）への出演や、ロンドン・フィルハーモニー管弦楽団の指揮者として、さまざまな機会に活躍し、1941年（昭和16年）、タウバーはオペレッタ『古いチェルシー』のロンドンでの初演を祝った。タウバーは、その風貌から「モノクル（片眼鏡）の男」と公式批評家たちから呼ばれた。

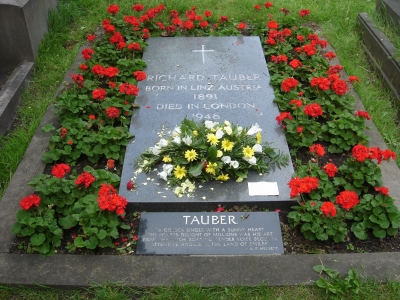
リヒャルト・タウバーの墓

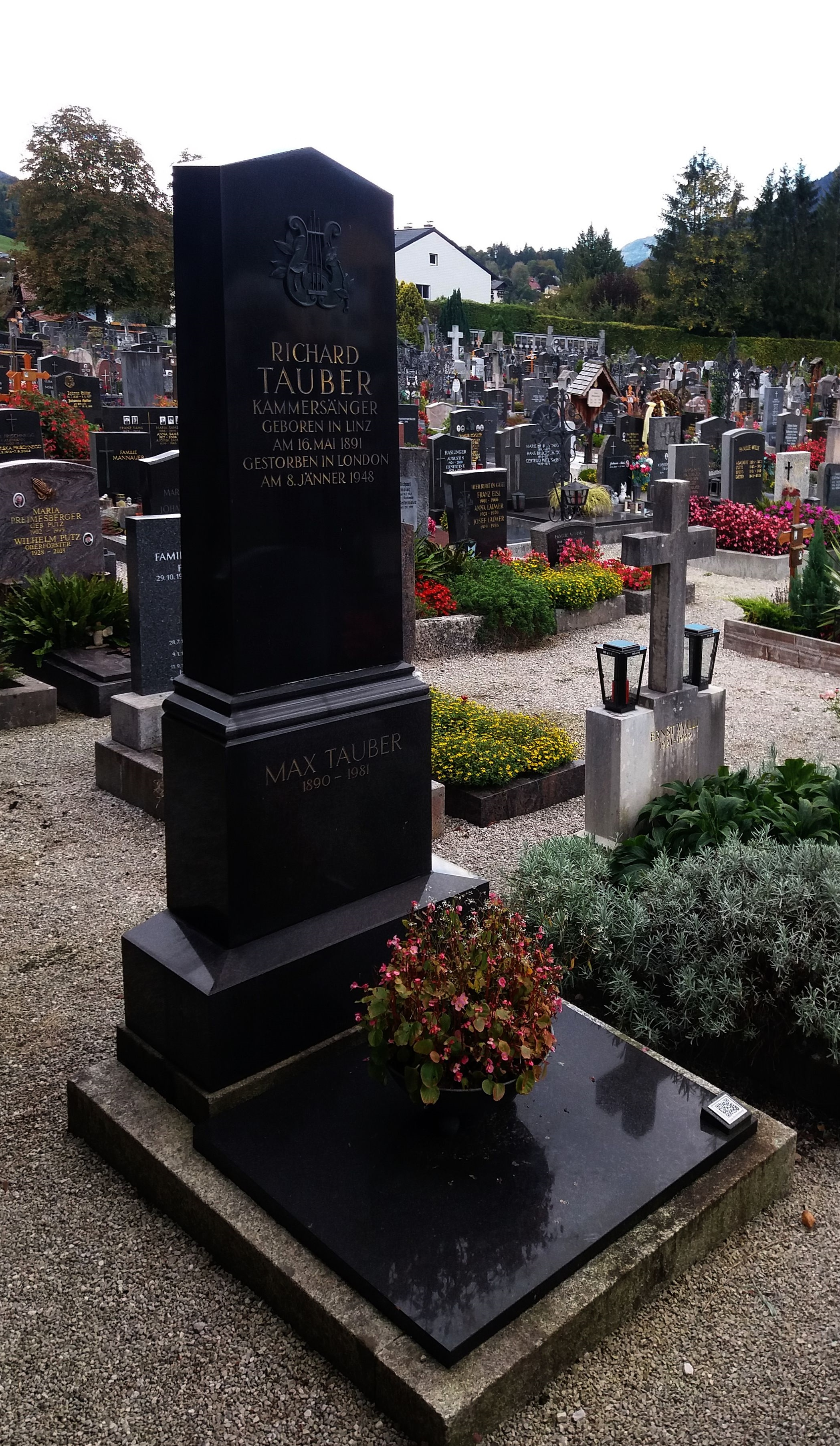
バート・イシュル墓地のリヒャルト・タウバー記念碑

1946年（昭和21年）、タウバーはチューリッヒでお別れコンサートを開き（ラジオ放送の録音が残っている）、その後の2年間はほとんど作曲と指揮に専念する。この間、彼はすでにエスター・モンクリフと同棲していた。1947年（昭和22年）9月27日、タウバーは舞台でお別れの演奏を行った。ロンドンでヨーゼフ・クリップス指揮ウィーン国立歌劇場のアンサンブルとモーツァルト『ドン・ジョヴァンニ』ドン・オッターヴィオを歌ったのである。1949年（昭和24年）には、タウバーがすでに計画していた大規模なオーストラリア公演が、ルドルフ・ショックを代役として行なわれた。
1947年末、タウバーはロンドンのガイズ病院で手術を受け、数週間後、肺がんのため同病院で56歳の生涯を閉じた。タウバーは、ブロンプトン墓地（ケンジントン・ウェスト）のロンドン市の名誉墓地に最後の眠りについている。バート・イシュル墓地には記念碑が建立された。
タウバーは、その名声と多額の収入にもかかわらず、約75万マルクの税金の負債を残した。未亡人のダイアナ・ネイピアは葬儀の費用を用意することができず、ヴェラ・シュワルツやマレーネ・ディートリヒなどから援助を受けた。1948年（昭和23年）1月20日、タウバーの追悼式がロイヤル・アルバート・ホールで行われ、7000人以上の参加者が集まった:  このタウバー未亡人のための慈善コンサートでは、エリーザベト・シュヴァルツコップらが演奏した。

## 映画
- 1925: Reise-Abenteuer [短編サイレント映画]
- 1928: Achtung! Aufnahme! [短編サイレント映画]
- 1929: Ich küsse Ihre Hand, Madame
- 1930: Ich glaub nie mehr an eine Frau
- 1930: Das lockende Ziel
- 1930: Das Land des Lächelns
- 1931: Die große Attraktion
- 1931: Wie werde ich reich und glücklich
- 1932: Melodie der Liebe
- 1934: 『花咲く頃』Dein ist mein Herz (Blossom Time)
- 1935: 『恋は終りぬ』Letzte Liebe (歌のみ)
- 1935: 『私の太陽』Wien, Wien, nur du allein (Heart's Desire)
- 1936: Das singende Land (Land Without Music)
- 1936: Der Bajazzo (Pagliacci)
- 1945: 『ワルツ・タイム』Hochzeitswalzer (Waltz Time)
- 1946: The Lisbon Story

## 追加情報
- Du bist die Welt für mich（あなたは私の世界）, 1953年のオーストリアの長編映画。タウバーの芸術的成長とダンサーとの恋愛を非常に自由に描いている。

## 関連図書
- Heinz Ludwigg (発行者): Richard Tauber. Otto Elsner, Berlin 1928. <レオ・ブレッヒ、フランツ・レハール、レオ・スレザーク、フランツ・シュレーカー、ロッテ・レーマン、他22名による寄稿>
- ダイアナ・ネイピア＝タウバー: Richard Tauber. Art & Educational Publishers, Glasgow 1949.
- ダイアナ・ネイピア＝タウバー: My heart and I. Evans Brothers, London 1959.
- Willi Korb: Richard Tauber: Biographie eines unvergessenen Sängers. Europäischer Verlag, Wien 1966.
- James Dennis: Richard Tauber discography / biography. In: The record collector. Volume XVIII, Nos. 8–10 / 11–12, Ipswich 1969.
- Charles Castle, Diana Napier Tauber: This was Richard Tauber. Allen, London 1971.
- Otto Schneidereit: Richard Tauber: ein Leben – eine Stimme. Lied der Zeit, Berlin 1974 <1.–3. Auflage>, 4. überarbeitete und ergänzte Auflage, Berlin 1988, ISBN 3-7332-0044-6;
  - Neuausgabe, bearbeitet und herausgegeben von Volker Kühn. Verlag Parthas, Berlin 2000, ISBN 3-932529-25-1.
- Hansfried Sieben (発行者): Gesammelte Erinnerungen von und an Richard Tauber, den weltberühmten Tenor, Dirigenten und Komponisten und prächtigen Menschen. Sieben, Düsseldorf 1987.
- Cor Pot: Richard Tauber (1891–1948): zanger zonder grenzen. Deboektant, Oud-Beijerland 1988, ISBN 90-7180207-8.
- Alfred A. Fassbind: Joseph Schmidt. Ein Lied geht um die Welt: Spuren einer Legende. Schweizer Verlagshaus, Zürich 1992, ISBN 3-7263-6664-4, S. 110 ff.
- Michael Jürgs: Gern hab' ich die Frau'n geküßt: die Richard-Tauber-Biographie. List, München 2000, ISBN 3-471-79429-8.
- Christina Höfferer, Andreas Kloner: Dein ist mein ganzes Herz. Der Sänger Richard Tauber. ORF-Radiofeature 2011, 55 Min.
- Evelyn Steinthaler: Morgen muß ich fort von hier: Richard Tauber. Die Emigration eines Weltstars. Milena Verlag, Wien 2011, ISBN 978-3-85286-208-8.
- Martin Sollfrank: Richard Tauber: Weltstar des 20. Jahrhunderts : Musik war sein Leben. Weltbuch Verlag, Dresden 2014, ISBN 978-3-906212-05-0.
- Heide Stockinger, Kai-Uwe Garrels: Tauber, mein Tauber: 24 Annäherungen an den weltberühmten Linzer Tenor Richard Tauber. Verlag Bibliothek der Provinz, Weitra 2017, ISBN 978-3-99028-650-0.

入門編概説書
- 音楽の歴史と現在 (1. Auflage, Band 13). S. 147.
- Brockhaus-Riemann Musiklexikon. (第4巻). 編. von Carl Dahlhaus, Hans Heinrich Eggebrecht. Atlantis-Schott, Zürich/Mainz 1995, ISBN 3-254-08397-0, S. 230 f.
- Felix Czeike (編): Historisches Lexikon Wien. Band 5, Kremayr & Scheriau, Wien 1997, ISBN 3-218-00547-7, S. 418.
- Andreas Kotte, ed (2005). Theaterlexikon der Schweiz (TLS) / Dictionnaire du théâtre en Suisse (DTS) / Dizionario Teatrale Svizzero / Lexicon da teater svizzer. 3. Zürich: Chronos. pp. 1798/1799. ISBN 978-3-0340-0715-3. LCCN 2007-423414. OCLC 62309181
- Oesterreichisches Musiklexikon. (第5巻) Verlag der Österreichischen Akademie der Wissenschaften, Wien 2006, ISBN 3-7001-3067-8. (Online-Fassung).
- Richard Tauber im Bayerischen Musiker-Lexikon Online (BMLO).
- リヒャルト・タウバー - Lexikon verfolgter Musiker und Musikerinnen der NS-Zeit (LexM).
- Ralph-Günther Patocka: Tauber, Richard. In: Neue Deutsche Biographie (NDB). Band 25, Duncker & Humblot, Berlin 2013, ISBN 978-3-428-11206-7, S. 801 f. (電子テキスト版).
- Kay Weniger: Das große Personenlexikon des Films. Die Schauspieler, Regisseure, Kameraleute, Produzenten, Komponisten, Drehbuchautoren, Filmarchitekten, Ausstatter, Kostümbildner, Cutter, Tontechniker, Maskenbildner und Special Effects Designer des 20. Jahrhunderts. Band 7: R – T. Robert Ryan – Lily Tomlin. Schwarzkopf & Schwarzkopf, Berlin 2001, ISBN 3-89602-340-3, S. 611.
- Kay Weniger: ‘Es wird im Leben dir mehr genommen als gegeben …‘. Lexikon der aus Deutschland und Österreich emigrierten Filmschaffenden 1933 bis 1945. Eine Gesamtübersicht. S. 498 f., ACABUS-Verlag, Hamburg 2011, ISBN 978-3-86282-049-8.